# Prištinská univerzita
Prištinská univerzita (albánsky Universiteti i Prishtinës, srbsky Prištinski univerzitet/Приштински универзитет) je nejstarší vysoká škola, působící na území Kosova.

## Historie
Založena byla v roce 1970; vznikla rozšířením Albanologického ústavu Bělehradské univerzity, který již nějakou dobu v Prištině působil. Požadavek vlastní univerzity zazněl i během demonstrací v listopadu 1968, které se rozhostily po celém Kosovu, a především v metropoli Prištině. Univerzita měla nejprve tři fakulty; filozofickou, právnickou a lékařskou. Studijní programy byly realizovány jak v albánštině, tak srbochorvatštině.
V dobách existence socialistické Jugoslávie patřila Prištinská univerzita k největším školám svého typu v celé zemi; počet posluchačů dosahoval několik desítek tisíc. Škola tak produkovala každoročně tisíce studentů, kteří vystudovali často neperspektivní obory a ve většině případů nemohli najít díky špatné ekonomické situaci v oblasti uplatnění. Zbytek Jugoslávie prištinským titulům kvůli velkému počtu studentů nepřikládal velkou váhu, a tak mnozí studenti nemohli najít odpovídající zaměstnání mimo SAP Kosovo.
V březnu 1981 se mnozí studenti proti neutěšitelné sociální situaci vzbouřili; při protestech, které potom jugoslávský režim tvrdě potlačil, ovšem zaznívala – podobně jako v listopadu 1968 – i nacionalistická hesla. Tehdejší komunistický režim následně organizátory protestů pozatýkal, či je vyloučil z univerzity.
Po roce 1990 a krizi, která se okolo Kosova rozhořela v souvislosti s politickými změnami iniciovanými Slobodanem Miloševićem, se počet studentů rapidně snížil. Od roku 1999 je Prištinská univerzita rozdělena na dva celky; samotnou univerzitu, která funguje i nadále v hlavním městě Prištině (s 16 fakultami) a pobočku v Kosovské Mitrovici (celkem 10 fakult), která je výhradně srbská.